# Beat Heinrich Josef Zurlauben
Beat Heinrich Josef Zurlauben (* 12. November 1663 in Zug; † 23. Mai 1706), auch genannt "Le Chevalier Zurlauben" war der Sohn des Landvogt Heinrich II. Zurlauben aus dem Zuger Patriziergeschlecht Zurlauben und der Anna Maria Speck.
Er wurde Hauptmann, Oberst und Brigadier in französischen Diensten, 1706 besaß er insgesamt drei Kompagnien in verschiedenen Regimentern.
Er war Ritter des St. Ludwigs-Orden, Herr von Lourbes und Grossrat in Zug
In der Schlacht bei Ramillies tödlich verwundet, starb er am 23. Mai 1706.